# Tomáš Frolo
Tomáš Frolo (* 26. ledna 1982, Považská Bystrica, Československo) je bývalý slovenský hokejový obránce. Měl pověst tvrdého hráče. Většinu profesionální kariéry odehrál za české kluby v extralize a 1. lize. V extralize odehrál 649 zápasů a dvakrát vyhrál mistrovský titul, poprvé v roce 2013 s HC Škoda Plzeň, podruhé s HC Verva Litvínov v roce 2015. Jeho prvním i posledním českým angažmá byl Vsetín, kde se usadil. Hokeji se věnuje také jeho syn, český mládežnický reprezentant Jakub Frolo.

## Kluby podle sezon
- 1995/1996 HK 95 Považská Bystrica
- 1996/1997 HK 95 Považská Bystrica
- 1997/1998 HK 95 Považská Bystrica
- 1998/1999 HC Martinec ŽTS Martin
- 1999/2000 HKm Zvolen, HKm Zvolen B
- 2000/2001 HC Slovnaft VIVA Vsetín
- 2001/2002 HC Slovnaft VIVA Vsetín, HK MD Mladí Draci Šumperk
- 2002/2003 HC Slovnaft VIVA Vsetín, HC Vagnerplast Kladno
- 2003/2004 HC Slovnaft VIVA Vsetín, HC Slezan Opava, Sareza Ostrava, LHK Jestřábi Prostějov
- 2004/2005 HC Slovnaft VIVA Vsetín, TJ Nový Jičín
- 2005/2006 HC Oceláři Třinec, LHK Jestřábi Prostějov
- 2006/2007 HC Oceláři Třinec
- 2007/2008 HC Mountfield
- 2008/2009 HC Mountfield
- 2009/2010 BK Mladá Boleslav, HC Mountfield
- 2010/2011 HC Plzeň 1929, Orli Znojmo
- 2011/2012 HC Plzeň 1929
- 2012/2013 HC Škoda Plzeň
- 2013/2014 HC Škoda Plzeň
- 2014/2015 HC Verva Litvínov
- 2015/2016 HC Verva Litvínov
- 2016/2017 HC Verva Litvínov, HC Most
- 2017/2018 VHK ROBE Vsetín
- 2018/2019 VHK ROBE Vsetín